# Abrogatives Referendum
Das abrogative Referendum oder aufhebende Referendum ist eine spezielle Ausformung des Referendums und ein Instrument der direkten Demokratie. Es wird von der Bevölkerung initiiert und ermöglicht dieser die Aufhebung eines einfachen Gesetzes oder eines anderen einfachen Rechtsguts (z. B. eines Staatsvertrags) zu erwirken. Für ein erfolgreiches abrogatives Referendum ist die Sammlung einer bestimmten Zahl von Unterschriften Wahlberechtigter nötig.
Das abrogative Referendum spielt vor allem in Italien und einigen lateinamerikanischen Staaten eine wichtige Rolle, in Deutschland und Österreich ist es hingegen unbekannt. Auch in der Schweiz gibt es im Regelfall nur das suspensive Referendum, wobei bei dringlichen Bundesgesetzen, deren Geltungsdauer ein Jahr übersteigen, eine Referendumsmöglichkeit abrogativer Art besteht. Als dringlich erklärte Bundesgesetze treten in der Schweiz sofort nach Verabschiedung durch das Parlament in Kraft und können nicht aufgeschoben werden, dafür jedoch durch ein abrogatives Referendum wieder aufgehoben werden (Art. 165 BV).

## Etymologie
Das deutsche Wort Referendum ist ein Fremdwort aus dem Lateinischen und setzt sich aus der Vorsilbe „re“ (="zurück") und dem Verb „ferre“ (="tragen" oder „bringen“) zusammen. Die Voranstellung abrogativ leitet sich vom lateinischen Verb „abrogare“ (="absprechen" oder „aufheben“) ab.
In einem abrogativen Referendum wird die Entscheidung über die „Aufhebung“ eines von der gewählten Vertretung (Parlament oder Regierung) beschlossenen Gesetzes oder politischen Gegenstand an den Souverän (das Volk) „zurückgetragen“ bzw. „zurückgebracht“.